# Exochus mandibularis
Exochus mandibularis là một loài tò vò trong họ Ichneumonidae.